# Delphinium omeiense
Delphinium omeiense är en ranunkelväxtart som beskrevs av Wen Tsai Wang. Delphinium omeiense ingår i släktet storriddarsporrar, och familjen ranunkelväxter.

## Underarter
Arten delas in i följande underarter:
- D. o. micranthum
- D. o. pubescens